# محمد علي البار
محمد علي البار (ولد 1939 م) هو طبيب يمني سعودي الجنسية، استشاري أمراض باطنية ومستشار قسم الطب الإسلامي في مركز الملك فهد للبحوث الطبية بجامعة الملك عبد العزيز ومدير مركز أخلاقيات الطب في المركز الطبي الدولي (IMC) بجدة. وكانت له عيادة خاصة سابقًا في منطقة باب مكة بجدة. تجاوزت مؤلفاته التسعين كتاب منها ما هو في الطب والأدب والتاريخ وعلم الأديان.

## نسبه
محمد بن علي بن حامد بن علوي بن عبد الله بن محمد بن علوي بن عمر بن عبد الرحمن بن عمر بن محمد بن حسين بن علي البار بن علي بن علوي شروي بن أحمد باحداق بن محمد بن عبد الله بن علوي بن أحمد الشهيد بن الفقيه المقدم محمد بن علي بن محمد صاحب مرباط بن علي خالع قسم بن علوي بن محمد بن علوي بن عبيد الله بن أحمد المهاجر بن عيسى بن محمد النقيب بن علي العريضي بن جعفر الصادق بن محمد الباقر بن علي زين العابدين بن الحسين السبط بن علي بن أبي طالب، وعلي زوج فاطمة بنت محمد ﷺ.
فهو الحفيد 36 لرسول الله محمد ﷺ في سلسلة نسبه.

## مولده ونشأته
ولد في مدينة عدن باليمن في 29 ديسمبر 1939 الموافق لسنة 1358 هـ. درس في عدن إلى أن تخرج من المرحلة الثانوية، ثم درس مرحلته الجامعية في مصر بمدينة القاهرة عام 1958 في كلية الطب جامعة القاهرة. وبعد تخرجه عاد إلى عدن وعمل بها في مستشفى الملكة إليزابيث وكذلك عمل في مستشفى لحج، ثم عندما اضطربت الأوضاع في عدن واليمن الجنوبي ذهب إلى مصر ثم ذهب إلى بريطانيا ليكمل دراسته حيث حصل على زمالة الكلية الملكية للأطباء، بعدها استقر في المملكة العربية السعودية عام 1971، وحصل على جنسيتها، وعمل في مدينة جدة في مستشفى جدة الوطني.

## شهاداته الجامعية
- بكالوريوس طب وجراحة (درجة الشرف)، جامعة القاهرة في عام 1964
- دبلوم أمراض باطنية، جامعة القاهرة في عام 1969
- عضوية الكليات الملكية للأطباء بالمملكة المتحدة (لندن وإدنبرة وجلاسجو) في فبراير 1971
- زمالة الكلية الملكية للأطباء بلندن في عام 1996
- البورد السعودي الفخري 2012

## نشاطاته
شارك في مؤتمرات الطب الإسلامي ومؤتمرات مكافحة التدخين والمسكرات والمخدرات بأبحاث عدة، وشارك في المجامع الفقهية المنعقدة في مكة المكرمة (رابطة العالم الإسلامي) وفي جدة وعمان والكويت (مجمع الفقه الإسلامي التابع لمنظمة المؤتمر الإسلامي) وشارك في ندوات المنظمة الإسلامية للعلوم الطبية بالكويت ومؤتمرات الأطباء العرب في عمان وغيرها.
ألقى مئات المحاضرات عن التدخين، والخمور، والمخدرات، والأمراض الجنسية، والإيدز، والإعجاز الطبي في القرآن في العديد من الجامعات والأندية والمدارس كما شارك في أبحاث هيئة الإعجاز العلمي ومؤتمراتها.

## مؤلفاته
وقد أثرى الدكتور محمد البار المكتبة بعدد كبير من الكتب والمؤلفات زادت عن تسعين كتابا. وله مئات المحاضرات والمقالات وعدد من الأبحاث المنشورة في المجلات العلمية الطبية والأخلاقية باللغة الانجليزية. فمن كتبه:

### الصحة العامة
- «الحياة الإنسانية بدايتها ونهايتها»
- «خلق الإنسان بين الطب والقرآن»
- «الخمر بين الطب والفقه»
- «مشكلة الخمور والمخدرات: نظرة إلى الجذور واستشراف الحلول»
- «الأضرار الصحية للمسكرات والمخدرات والمنبهات»
- «المخدرات الخطر الداهم: الأفيون ومشتقاته»
- «التدخين وأثره على الصحة»
- «التبغ والتدخين تجارة الموت الخاسرة»
- «الموقف الشرعي من التبغ والتدخين»
- «هل التدخين والتبغ من المحرمات؟»
- «اقتصاديات التبغ والتدخين»
- «الصوم وأمراض السمنة»
- «الفحص الطبي قبل الزواج الاستشارة الوراثية»
- «الاعتداء على الأطفال: الوضع العالمي»

### أخلاقيات الطب
- «الأخلاق أصولها الدينية وجذورها الفلسفية»
- «أخلاقيات التلقيح الاصطناعي»
- «المشاكل الأخلاقية والفقهية في زرع الأعـضاء»
- «موسوعة الأخلاق الطبية» بالاشتراك مع د. حسان شمسي باشا ود. عدنان أحمد البار
- «الطبيب: أدبه وفقهه» بالاشتراك مع د. زهير السباعي
- «المسؤولية الطبية بين الفقه والقانون» بالاشتراك مع د. حسان شمسي باشا
- «الرعاية الصحية: مشاكل وحلول» بالاشتراك مع د. حسان شمسي باشا ود. عدنان أحمد البار
- «أخلاقيات البحوث الطبية» بالاشتراك مع د. حسان شمسي باشا

### تاريخ الطب
- «علم التشريح عند المسلمين»
- «دور المسلمين في تطوير العلاج بالأعشاب والصيدلة»

### قضايا طبية فقهية
- «الأحكام الفقهية والأسرار الطبية في تحريم لحم الخنزير» بالاشتراك مع د. سفيان عسولي ود. خالد أمين محمد
- «الذكورة والأنوثة بين التصحيح والتغيير والاختيار» بالاشتراك مع د. ياسر صالح جمال
- «طفل الأنبوب والتلقيح الاصطناعي»
- «الجنين المشوه والأمراض الوراثية»
- «الصوم بين الطب والفقه» بالاشتراك مع د. حسان شمسي باشا
- «مشكلة الإجهاض»
- «الأمراض الجنسية أسبابها وعـلاجها»
- «الإيدز وباء العصر» بالاشتراك مع د. محمد أيمن الصافي
- «سياسة ووسائل تحديد النسل في الماضي والحاضر»
- «مشاكل طبية فقهية تبحث عن حلول: أحكام التداوي»
- «مشاكل طبية فقهية تبحث عن حلول: مداواة الرجل للمرأة ومداواة الكافر للمسلم»
- «مشاكل طبية فقهية تبحث عن حلول: المشاكل الاجتماعية والفقهية لمرض الإيدز»
- «مشاكل طبية فقهية تبحث عن حلول: ضمان الطبيب»
- «مشاكل طبية فقهية تبحث عن حلول: التداوي بالمحرمات»
- «دورة الأرحام (الحيض والاستحاضة)»
- «الوجيز في علم الأجنة القرآني»
- «موت القلب أو موت الدماغ؟»
- «زرع الجلد ومعالجة الحروق»
- «زرع الكلى والفشل الكلوي»
- «الخلايا الجذعية والقضايا الفقهية والأخلاقية»

### الطب النبوي
- «العدوى بين الطب وحديث المصطفى»
- «هل هناك طب نبوي؟»
- «الإمام علي الرضا والرسالة الذهبية»
- «الإمام السيوطي وكتبه في الطب النبوي»
- «الطب النبوي لعبد الملك بن حبيب الأندلسي»
- «الكتب التراثية في الطب النبوي»
- «الإعجاز الطبي في أحاديث التداوي بالخمر»
- «موسوعة سنن الفطرة: الختان»
- «موسوعة سنن الفطرة: السواك»
- «السنا والسنوت» من الطب النبوي العلاجي
- «ماذا في الأمرين من الشفاء: الصَّبر والثُّفَّاء» من الطب النبوي العلاجي
- «الطب النبوي الوقائي: يوم وليلة في حياة الرسول صلى الله عليه وآله وسلم» بالاشتراك مع د. حسان شمسي باشا

### قضايا دينية
- «المدخل لدراسة التوراة والعهد الـقديم»
- «الله والأنبياء في التوراة والعهد القديم»
- «المسيح المنتظر وتعاليم التلمود»
- «تيه العرب وتيه بني إسرائيل»

### الأدب والتاريخ
- «سقطرى: الجزيرة السحرية»
- «التركستان: مساهمات وكفاح»
- «القدس والمسجد الأقصى عبر التاريخ»
- «قبل الأرثوذكسية كان الإسلام في روسيا»
- «المسلمون في الاتحاد السوفييتي عبر التاريخ»
- «أفغانستان من الفتح الإسلامي إلى الغزو الروسي»
- «عمل المرأة في الميزان»
- «إضاءات قرآنية ونبوية في تاريخ اليمن»
- «ذكريات وإضاءات في تاريخ عدن واليمن»[3]
- «الجبهة القومية في اليمن الجنوبي كي لا يعيد التاريخ نفسه»

### كتب باللغة الانجليزية
- «Contemporary Bioethics: Islamic Perspective» بالاشتراك مع د. حسان شمسي باشا
- «The Problem of Alcohol and Its Solution in Islam»
- «Human Development as Revealed in the Holy Quran & Hadith»
- «Contemporary Topics in Islamic Medicine»